# 小兵张嘎 (2004年电视剧)
《小兵张嘎》是一部中国大陆抗战题材电视剧，2004年首播，改编自1963年同名电影，根据徐光耀同名小说创作。由徐耿导演、徐兵编剧，谢孟伟、杜雨、张一山、王莎莎主演。

## 剧情简介
20世纪30年代的河北白洋淀鬼不靈村，有一个名叫张嘎的男孩与几个小伙伴和八路军一起抗击日本侵华部队，历经艰险，斗智斗勇，最终击败了白洋淀的日军，完成了八路军的任务。

## 主要演员
| 演員   | 角色 | 介紹                                                       |
| 谢孟伟 | 张嘎 | 本作主角，机智勇敢地协助八路军抗击日本侵略                 |
| 杜雨   | 胖墩 | 张嘎好友                                                   |
| 王莎莎 | 英子 | 张嘎好友，白洋淀女孩                                       |
| 张一山 | 佟乐 | 张嘎好友，醉仙居掌柜之子，日军官员斋藤干儿子，懂日語，胆小 |